# Jacinto Brito
Jacinto Brito (* 9. April 1938 in Mexiko-Stadt; † 1. September 1968 ebenda) war ein mexikanischer Radrennfahrer.

## Sportliche Laufbahn
Brito war im Straßenradsport und im Bahnradsport aktiv. Bei den Olympischen Sommerspielen 1960 in Rom wurde er im olympischen Straßenrennen beim Sieg von Wiktor Kapitonow 68. Im Bahnradsport bestritt er die Mannschaftsverfolgung.
Die Vuelta y Ruta de Mexico konnte er 1961 vor Walter Moyano aus Uruguay gewinnen. 1964 errang er einen Etappensieg in der Rundfahrt. Im Straßenrennen der Panamerikanischen Spiele 1959 wurde er Zweiter, 1963 Dritter in der Mannschaftsverfolgung. Er gewann die Goldmedaille in der Mannschaftsverfolgung bei den Zentralamerika- und Karibikspielen 1962 und Bronze im Mannschaftszeitfahren. 1967 war er Teilnehmer der UCI-Straßen-Weltmeisterschaften.